# Palacio Presidencial (Hanói)
El Palacio Presidencial (en vietnamita: Phủ Chủ tịch) está ubicado en la ciudad de Hanói, en Vietnam, fue construido entre 1900 y 1906 para albergar al Gobernador General francés de Indochina.
Fue construido por Auguste Henri Vildieu, el arquitecto oficial francés de Vietnam. Como la mayoría de la arquitectura colonial francesa, el palacio es deliberadamente Europeo. Las únicas señales visuales que lo ubican en Vietnam son árboles de mango que crecen en los jardines.
El palacio amarillo está detrás de puertas de hierro forjado, flanqueadas por garitas. Incorpora elementos de diseño italiano del Renacimiento.